# Carpobrotus edulis
La  uña de gato (Carpobrotus edulis) es una especie de plantas de la familia Aizoaceae. Su porte es rastrero y suculento; tiene tendencia a expandirse vegetativamente por grandes superficies. Tolera muy bien las características edáficas inadecuadas para otras plantas, como la salinidad. Antiguamente se encuadraba en el género Mesembryanthemum (como M. edulis), pero un análisis más detallado de la especie la clasificó en el género Carpobrotus. Fuera de su distribución natural sudafricana, se suele convertir en especie invasora en zonas costeras templadas. Otros nombres comunes son hierba del cuchillo, uña de león, uña de bruja.

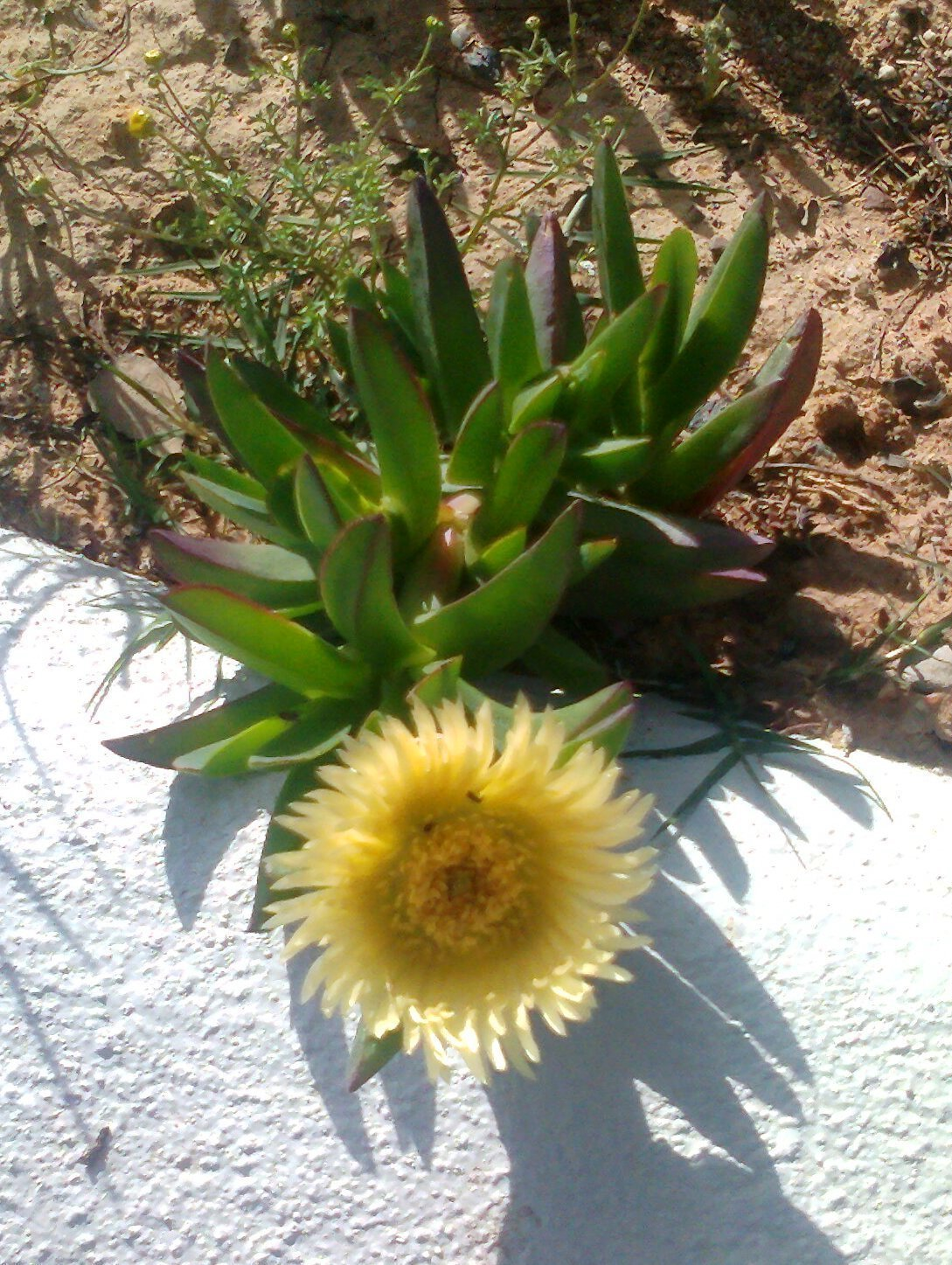
Vista de la planta.

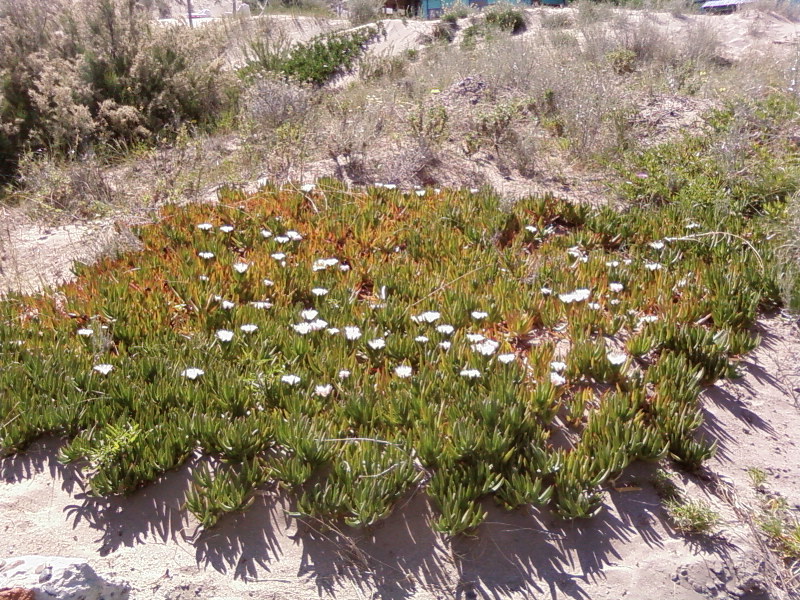
Naturalizada en península Valdés, Argentina.

## Descripción

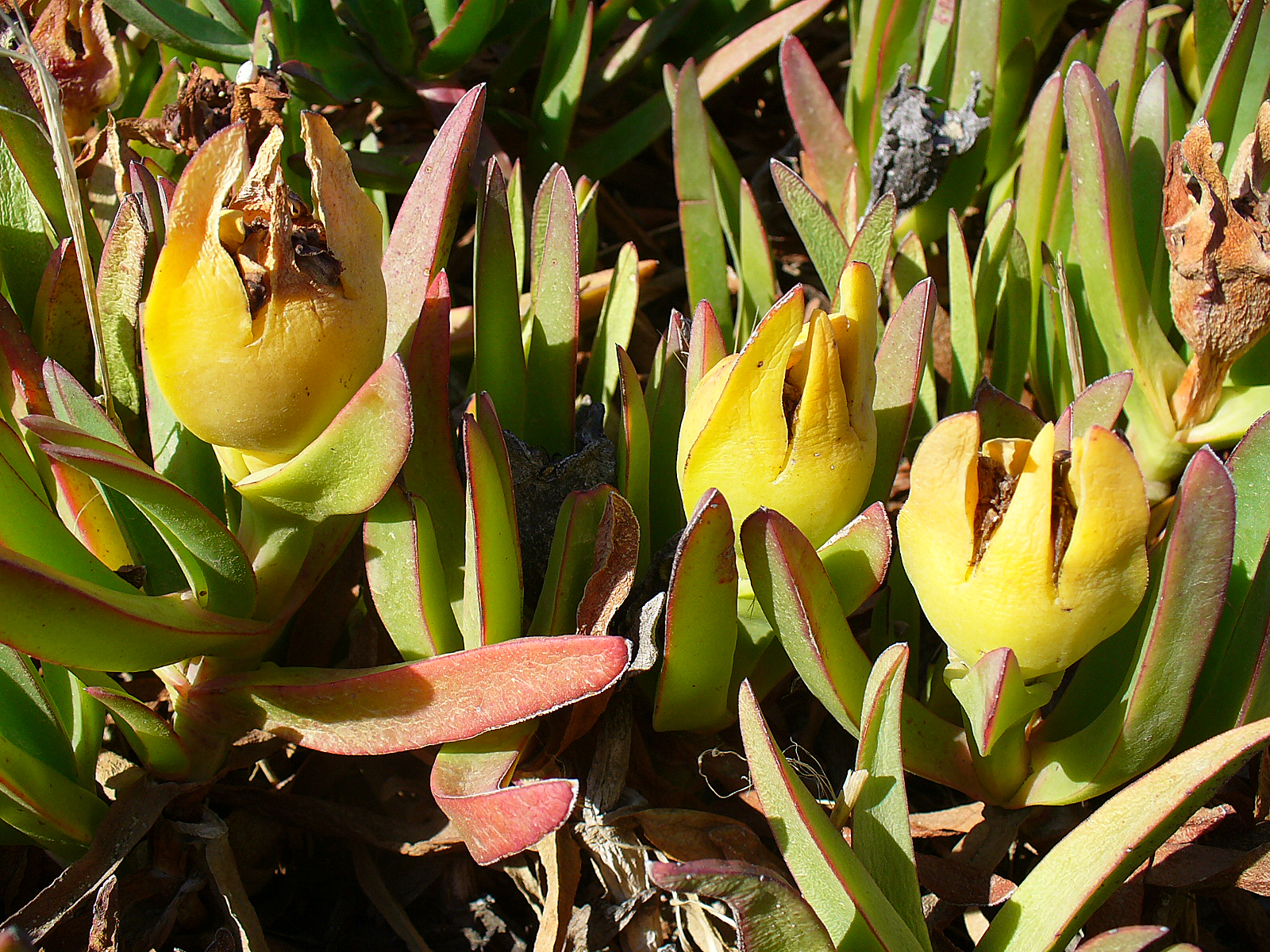
Frutos

Se trata de una planta perenne de porte rastrero (de hasta varios metros), suculento, con una longitud del tallo de hasta 2 mm.
Las hojas son de color verde vivo, a veces púrpura en los extremos, y ahusadas, con textura cérea y sección triangular, curvadas hacia arriba, de unos 10 cm de largo. En suelos muy salinos, pueden poseer una especie de costra salina que les da un color blanquecino en superficie.
Las flores, similares en cierta medida a las inflorescencias de las compuestas, son muy espectaculares, de más de 7 cm de diámetro, numerosos pétalos imbricados de color amarillo y estambres amarillos (lo que la diferencia de C. acinaciformis). Florece durante la transición de la primavera al verano: en el hemisferio norte, de abril a julio. La fruta es comestible.

## Usos
La especie es utilizada como ornamental.
Respecto a su fruto, este recibe el nombre de higo de El Cabo o higo marino, siendo comestible, como ocurre con algunos otros miembros de la familia Aizoaceae. En Sudáfrica, la fruta madura se recolecta y se come fresca o se convierte en una mermelada muy ácida. Sus hojas son igualmente comestibles.
Respecto a su uso medicinal, en Sudáfrica, las diferentes partes de la planta se utilizan en diferentes formas en la medicina tradicional. En su mayoría, las frutas y las flores se comen crudas o cocidas para las infecciones fúngicas y bacterianas. Las hojas se pueden ingerir por vía oral para problemas digestivos o se puede succionar el jugo para aliviar el dolor de garganta.  El jugo también se puede mezclar en una base de loción y usarse para problemas externos como tiña, moretones, quemaduras solares y labios agrietados.

## Carácter invasivo
En origen era una oriunda de Sudáfrica, pero hoy día se encuentra prácticamente en todas las áreas templadas del mundo, sobre todo en las zonas costeras. Su carácter invasivo ha provocado dicha expansión. Una de las causas de su introducción fue su empleo como enmienda en obras públicas para asentar taludes; no obstante, hoy se emprenden medidas de control para evitar la afectación de la flora autóctona.

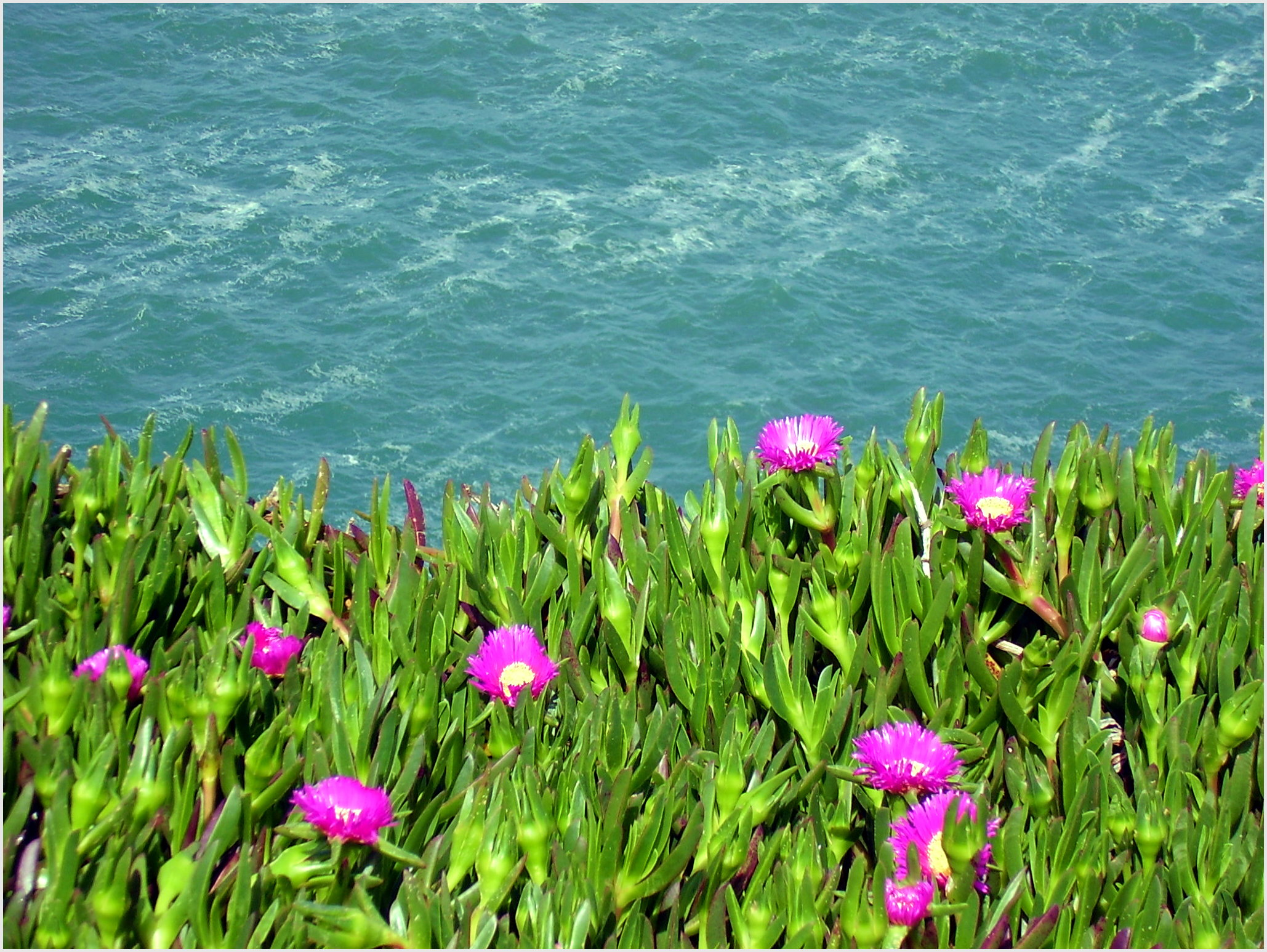
Carpobrotus edulis en la Costa Cantábrica.

El carácter invasivo de la especie no solo es pernicioso por agotamiento de los suelos o, simplemente, por el hecho de imposibilitar el arraigamiento de especies autóctonas en zonas muy ricas en biomasa de la especie alóctona, sino que se ha demostrado la competencia polínica: estas especies, productoras de polen en grandes cantidades, atraen selectivamente a los insectos polinizadores, que no desempeñan adecuadamente su rol ecológico con las especies menos abundantes, locales, que ven mermada su reproducción.

### Especie invasora en España
Debido a su potencial colonizador y constituir una amenaza grave para las especies autóctonas, los hábitats o los ecosistemas, esta especie ha sido incluida en el Catálogo Español de Especies Exóticas Invasoras, regulado por el Real Decreto 630/2013, de 2 de agosto, estando prohibida en España su introducción en el medio natural, posesión, transporte, tráfico y comercio.
Se ha demostrado su perjuicio no solo sobre especies de flora autóctonas, sino también incluso reptiles, como el eslizón tridáctilo, al modificar su hábitat.

### Medidas correctoras
Se trata de una especie que necesita sol para crecer, por lo que una cobertura vegetal densa dificulta su expansión y previene su aparición.
Puesto que las zonas en las que se plantea el interés de su erradicación son de especial valor botánico, no se suelen emplear herbicidas de menor o mayor espectro: en cambio, sí se realiza la retirada mecánica, manual o mecanizada. Su fácil dispersión  hace necesaria la incineración in situ de las plantas arrancadas para garantizar que no se va a favorecer la dispersión de las semillas con el transporte o depósito de los restos tras su eliminación en una zona determinada. Si se elimina de forma manual, los restos vegetales deben ser tratados como potencialmente invasores, se ha de tener la precaución de no dejar  ningún pedazo de planta viva, ya sean hojas o raíces en contacto con el suelo.

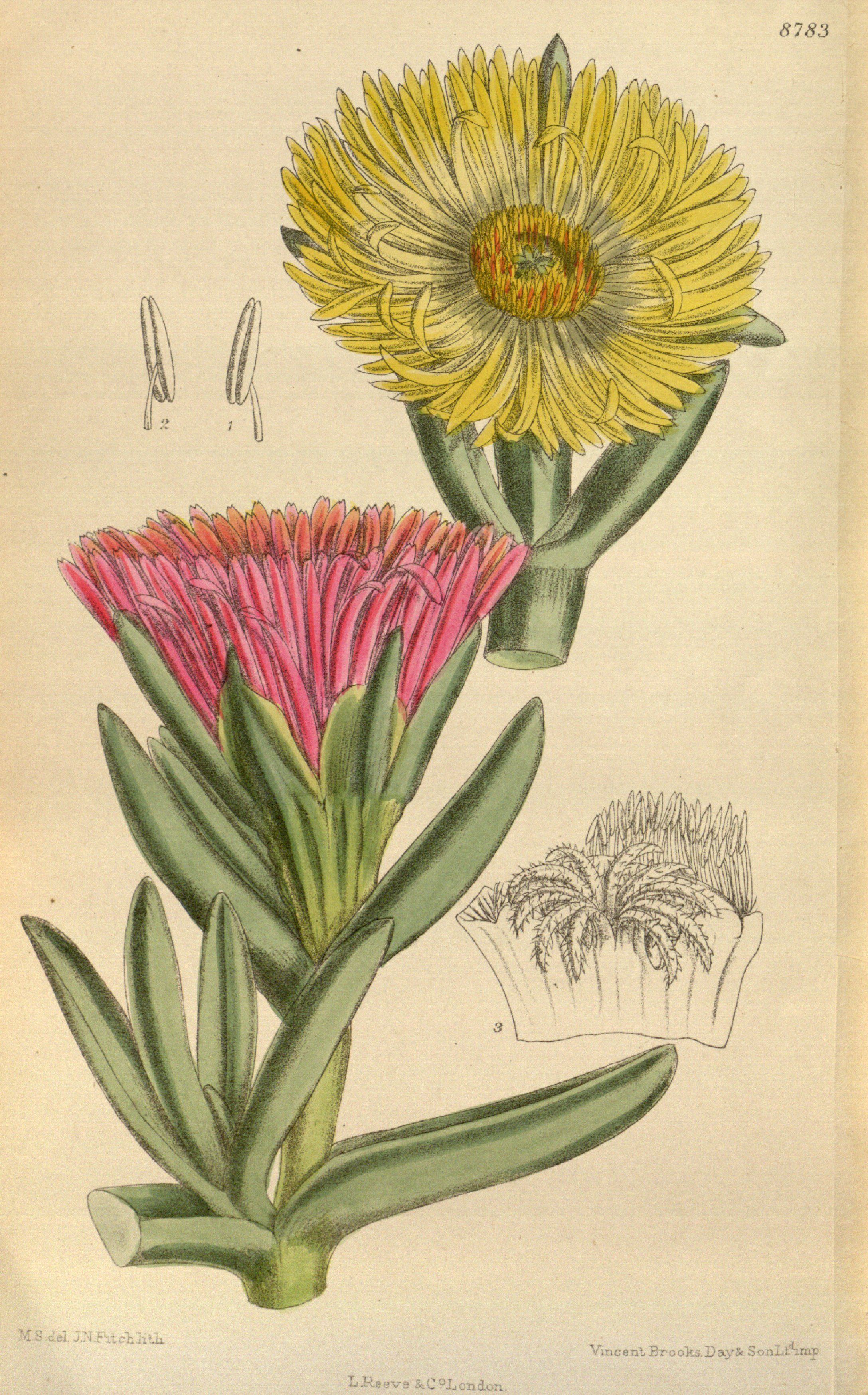
Ilustración.

## Taxonomía
Carpobrotus edulis fue descrita por (L.) N.E. Br  y publicado en The Genera of South African Flowering Plants 249. 1926.
Etimología
carpobrotus: nombre genérico del griego karpos (fruta) y brota (comestible) que significa "con frutos comestibles".
edulis:  epíteto latino que significa "comestible", referido a alguna de las partes de la planta.
Sinonimia
- Abryanthemum edule (L.) Rothm.
- Carpobrotus edulis (L.) L. Bolus
- Mesembryanthemum edule L. basónimo[10][11]

## Nombres comunes
Uña de gato (no confundir con la Uncaria tomentosa ni con Acacia bonariensis), hierba del cuchillo, uña de león y papas fritas o patatas fritas.
Igualmente suele confundirse con la especie Lampranthus coccineus